# Chatos
Chatos o Kiados (griego: Τζιάος o Κιάδος, turco: Serdarlı o Çatoz)  es una localidad turcochipriota en Chipre. Está situada 3 km al norte de la aldea de Marathovounos / Ulukisla, en el centro de la llanura Mesaoria.

## Conflictos Intercomunales
En 1969, UNFICYP ayudó a logar un acuerdo en el área de Chatos y Marathovouno para que los grecochipriotas con tierras dentro o cerca de los turcochipriotas pudieran trabajarla informando la cantidad un día antes a UNFICYP que lo comunicaría a la contraparte.
A mitad de 1971, la tensión en el área de Chatos y Marathovouno aumentó por la dificultad de los granjeros grecochipriotas para trabajar su tierra. UNFICYP intentó solucionar el problema apelando al acuerdo existente pero los turcochipriotas se encontraban disconformes con él de informar las cantidades queriendo ser notificado del listado de los ingresantes, 
Los grecochipriotas que intentaron llegar a su tierra sin notificación a UNFICYP fueron impedidos por el elemento policial turcochipriota. Ante esta situación, el gobierno amenazó con dar seguridad policial a la cosecha. La fuerza de paz logró calmar la situación.
De 1964 a 1974, Chatos / Serdarlı fue el centro administrativo militar del enclave turco-chipriota de la región. En 1971, su población era de 1000 personas.

## Población actual
Actualmente el pueblo está ocupado principalmente por sus habitantes originales o descendientes. Sin embargo, en los últimos diez años, algunos turcochipriotas de los pueblos cercanos y los repatriados desde el extranjero también han comprado propiedadesy se establecieron allí.
La población turcochipriota 2006 fue calculada en 1041.